# Équipe du pays de Galles féminine de hockey sur gazon
Maillots
L'Équipe du Pays de Galles féminine de hockey sur gazon représente le Pays de Galles dans le hockey sur gazon féminin international, à l'exception des Jeux olympiques lorsque les joueuses galloises sont éligibles pour jouer pour l'équipe de Grande-Bretagne féminine de hockey sur gazon telle que sélectionnée. Les principaux objectifs du pays, tels que définis par Hockey Wales, l'instance dirigeante nationale du pays de Galles pour le hockey, sont les championnats d'Europe, la Ligue mondiale et les Jeux du Commonwealth.

## Palmarès

### Coupe du monde
- 1983 - 12e place

### Championnat d'Europe
- 1987 - 8e place
- 1991 - 9e place
- 2003 - 12e place

### Championnat II d'Europe
- 2005 - 7e place
- 2009 -
- 2011 - 8e place
- 2015 - 5e place
- 2017 - 4e place
- 2019 - 5e place
- 2021 - 4e place
- 2023 -

### Championnat III d'Europe
- 2007 -
- 2013 -

### Jeux du Commonwealth
- 1998 - 11e place
- 2010 - 8e place
- 2014 - 9e place
- 2018 - 9e place
- 2022 - 8e place

### Ligue mondiale
- 2012-2013 - 1er tour
- 2016-2017 - 22e place

### Hockey Series
- 2018-2019 - Finales